# Ouargaye
Ouargaye ist eine Stadt und ein dasselbe Gebiet umfassendes Departement in Burkina Faso, Hauptstadt der Provinz Koulpélogo in der Region Centre-Est gelegen. Die Stadt ist Zentrum der Yaama, einer mit den Mossi verwandten Ethnie und hat in den fünf Sektoren des Hauptortes und den ihn umgebenden 12 Dörfern 34.288 Einwohner. Ouargaye liegt auf dem vor mehr als zwei Milliarden Jahren entstandenen präkambrischen Granitsockel, der drei Viertel der Landesfläche ausmacht und einen Teil des Mittelabschnitts der Oberguineaschwelle darstellt. Das Relief dieser flachwelligen Hochebene ist durch Senken, Kuppen, Hügel und vereinzelte Inselberge geprägt, die im Birrimien entstanden sind, zumeist von Lateritpanzern bedeckt sind und Granitintrusionen aufweisen. Ouargaye liegt etwa 240 km von der Hauptstadt des Landes entfernt.